# Giovanni Battisti de Lisulis
Giovanni Battisti de Lisulis (falecido em 1548) foi um prelado católico romano que serviu como bispo de Guardialfiera de 1543 a 1548.

## Biografia
A 16 de fevereiro de 1543, Giovanni Battisti de Lisulis foi nomeado pelo Papa Paulo III como Bispo de Guardialfiera. Lisulis serviu como Bispo de Guardialfiera até à sua morte em 1548.